# Монтаньярди
Монтаньярди або дега — меншина, збірна назва етнічних груп, що живуть в горах В'єтнаму. Монтаньярд — це французьке слово, яке означає «горець» і використовується для опису племен в Центральному Нагір'ї.
В'єтнамці використовували приставку «мi» або «мoi» для всіх лісових та гірських людей. Цим, вони хотіли позначити, що ці люди «дикуни». Тривалий час французи називали їх подібним зневажливим терміном — «les Mois». Але через деякий час, вони все-таки почали називати їх монтаньярдами. В сучасному суспільстві монтаньярди пишаються своїми мовами, що мають свою систему писання, мають навіть свої школи. Кожне плем'я має свої традиційні танці. А деякі тубільці не розмовляють в'єтнамською мовою. Кількість монтеньярдів невідома, але приблизно — один мільйон мешканців. Живе ця меншина, насамперед, в чотирьох провінціях в Центральному нагір'ї за 150 миль північніше від міста Хошимін. Монтаньярди організовували багато протестів проти влади, тому що в'єтнамській уряд вважає їх відсталими, що і пригнічує гірських людей. Шкіра Монтаньярдів набагато темніша, чим у їхніх сусідів з низовини. Багато Монтаньярдів було вигнано з гір та лісів під час В'єтнамських воєн з французами та американцями. Після поєднання В'єтнаму в 1975 їм дали власні села на землях, які в'єтнамці вважали поганими. Багато Монтаньярдів просто оселились в Південному В'єтнамі, але деякі мігрували та оселилися навколо Уейк-Фореста, штат Північна Кароліна.

## Історія
Монтаньярди мають довгу історію напруженості з в'єтнамцями. Їх стосунки з титульною нацією є такими ж, як і стосунки Сполучених Штатів з індіанцями. Хоча в'єтнамці самі по собі є неоднорідною нацією, але вони насаджували свою мову і культуру та вкладали сили в розвиток і підтримку соціальних інститутів. Монтаньяри ж не поділяють цей погляд і не мають доступу до домінуючих установ країни. Між монтаньярдів та в'єтнамців часто виникали конфлікти з багатьох питань, включаючи питання власності на землю, збереження мови та культури, доступ до освіти, ресурсів та політичного представництва. У 1958 році Монтаньярди розпочали рух, відомий під назвою BAJARAKA (назва складається з перших букв видатних племен), щоб об'єднати племена проти в'єтнамців. Існувала також добре організована політична та (іноді) військова сила в межах спільнот монтаньярдів, відомих як FULRO, або «Об'єднані сили для звільнення раси пригноблених». Цілі FULRO включали: свободу, автономію, земельну власність та признання їх високогірної нації.

### В'єтнамська Війна
Починаючи з 1961 р. в ініціативі, яку вперше озвучило ЦРУ, Спецназ перейшов у в'єтнамські гори і створив нову Програму захисту сільської місцевості (попередник найвідомішої Стратегічної програми Гамлета). Лісисті та гірські землі Монтаньярів, що пролягають уздовж Камбоджійського та Лаоського кордонів у західній частині В'єтнаму, були основними шосе для північних в'єтнамських сил для переміщення людей і матеріальних засобів. В'єтконг розумів, як південний уряд дискримінує племена і намагався використати це. Але й сам В'єтконг також використовував людські ресурси на ізольованих селах, відбираючи продукти харчування та змушуючи монтаньярдів воювати на їхньому боці.

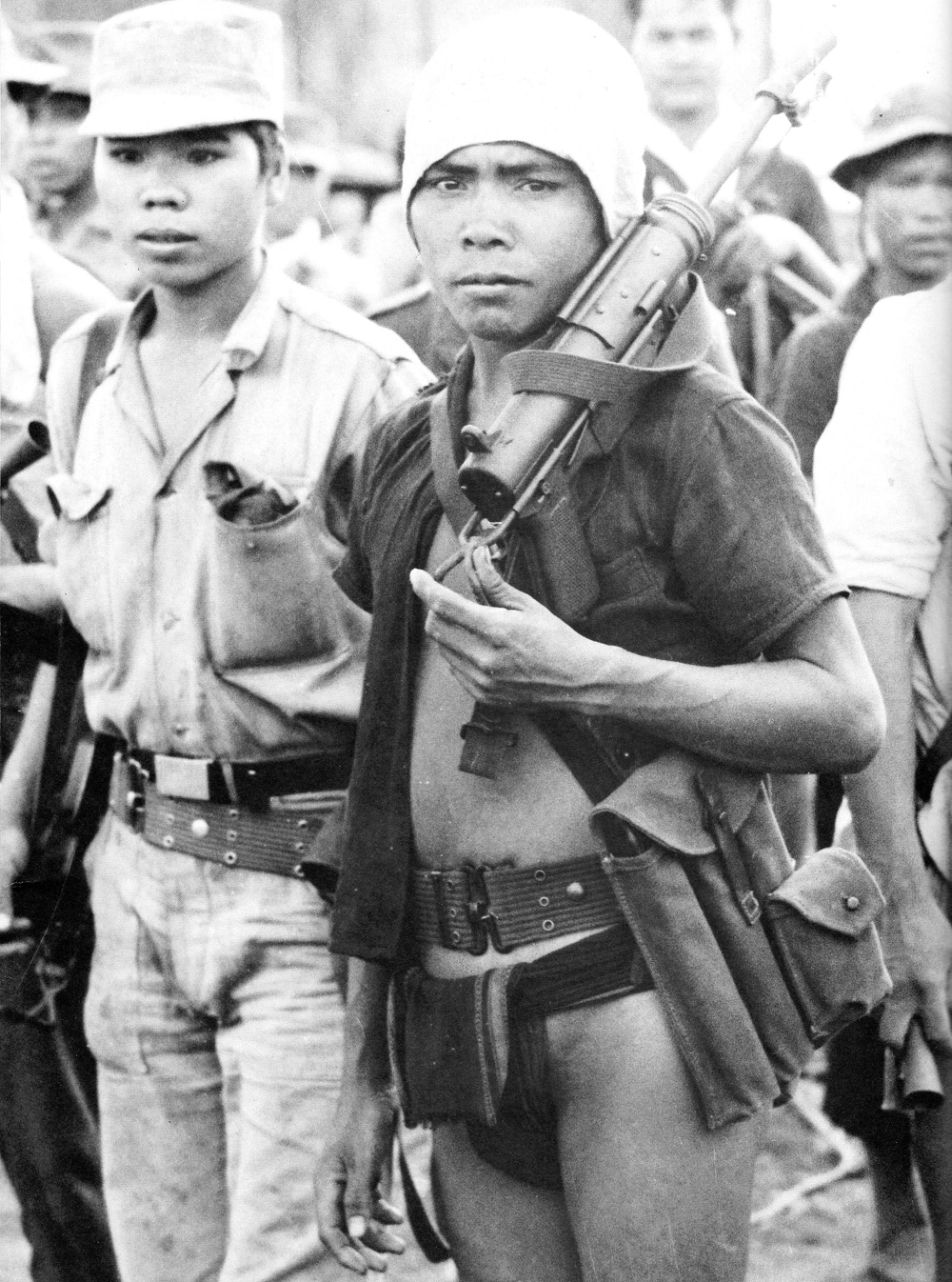
Озброєний член племені часів В'єтнамської війни

Армія США також використовували Монтанярдів в війні, як бійців спеціального призначення. Едвард Е. Бриджес, зелений берет, який був у Форті Брегг розповідав, що під час візиту Кеннеді у В'єтнам в 1961 році, в рамках вітальної програми для президента чоловіки монтаньярди спіймали та приготували змію. І саме з того часу, прізвисько «змієїд» закріпилось у спецназі.
6 липня 1964 року було показано найкращий приклад співпраці спецназу та місцевих військ. Капітан Роджер Х. К. Донлон, його група з 12 зелених беретів, 60 монтаньярдів, 311 військовослужбовців CIDG та австралійський радник у пізню ніч в пятигодинному бою відбили напад на свій табір поблизу села Нам Донг, вбивши при цьому 900 бійців північних в'єтнамців.
Якщо в 1960-х роках світу було видно, що життя монтаньярдів було зруйноване постійними боями, то в 1970-ті роки настав катастрофічний період для племен. В'єтнамська війна зробила з конфлікту двох націй, їх військову співпрацю. Але, після виведення американських військ з В'єтнаму в 1972 та 1973 роках, ситуація монтаньярдів значно погіршилася. Племена, які були переміщені з їхніх традиційних земель з міркувань безпеки, повернулися, щоб знайти свої колишні землі, які вже були на той час зайняті в'єтнамськими біженцями. Понад 150 тис. монтаньярдів самі стали біженцями, оскільки боротьба між Північчю та Півднем активізувалася у Центральних Нагір'ях.
Незважаючи на зусилля деяких колишніх зелених беретів та урядових міністрів, призначених для надання допомоги етнічним меншинам, монтаньярди постраждали в післявоєнному В'єтнамі. На думку історика Джона Фредріксена, було вбито і знищено близько 200 000 монтаньярів та близько 85 % їхніх сіл. Так як монтаньярди воювали за американців, їхній народ був репресований в'єтнамськими комуністами. Багато хто з лідерів монтеньярдів потрапили у в'язницю, деяким вдалося втекти через кордон доКамбоджі.
У 2001 році, за даними Human Rights Watch, близько 1 мільйона монтаньярдів жили в горах на чотирьох провінціях у В'єтнаму, а також 3 мільйони етнічних в'єтнамців проживали там же. В'єтнамці вирощують каву на державних плантаціях на колишніх землях монтаньяр. Багато монтаньярдів прийняли християнство — цей факт підвищує їхню вразливість як меншість в комуністичному В'єтнамі.

## В кіно
Американці знають монтаньярдів, переважно, через фільми. Тема горців була висвітлена в відео журналі «Зелені берети» (1968) та медитативному, майже нігілістичному фільмі «Апокаліпсис сьогодні» (1979) Френсіса Форда Коппола. У обох фільмах є монтаньяри.